# Традиционные китайские иероглифы
Традицио́нные (по́лные) кита́йские иеро́глифы — наряду с упрощёнными, один из двух видов китайской иероглифики.
Традиционные китайские иероглифы в современном начертании появились во времена династии Хань, и более или менее стабилизировалось с V века во времена правления южных и северных династий. Термин «традиционные» используется для противопоставления этого начертания другому стандартизированному виду иероглифики — упрощённым китайским иероглифам, ставших официальными в результате реформы, проведённой в 1950-х годах правительством КНР.
Традиционные иероглифы официально приняты на Тайване, в Гонконге и Макао, а также широко используются в зарубежных китайских общинах (за исключением Сингапура и Малайзии). Упрощённая иероглифика используется в КНР, Малайзии и Сингапуре. Между китайскими общинами ведется долгая дискуссия относительно системы письма.

## Китайская терминология
В китайском языке в отношении традиционных иероглифов используется ряд наименований.
Правительство Китайской Республики (Тайвань) официально называет традиционную иероглифику «стандартной» или «общепринятой» (кит. трад. 正體字, упр. 正体字, пиньинь zhèngtǐzì). Однако за пределами Тайваня этот термин используется для различения стандартных (как упрощённых, так и традиционных) иероглифов от вариативных и локальных иероглифов (кит. трад. 異體字, упр. 异体字, пиньинь yìtǐzì).
Китайцы, проживающие за пределами Тайваня, называют традиционные иероглифы «сложными» (кит. трад. 繁體字, упр. 繁体字, пиньинь fántǐzì). Кроме того, люди, пользующиеся упрощённой иероглификой, иногда называют традиционные иероглифы «старыми» (кит. 老字, пиньинь lǎozì), а пользующиеся традиционной иероглификой — «полными» (кит. трад. 全體字, упр. 全体字, пиньинь quántǐzì).
Многие китайцы, пользующиеся традиционной иероглификой, полагают, что традиционные иероглифы не могут считаться «сложными», так как являются исходной формой китайского письма и никогда специально не усложнялись, а упрощённая иероглифика не может быть признана стандартной из-за того, что она не используется всеми носителями китайского языка.
С другой стороны, сторонники упрощённого начертания возражают против называния традиционных иероглифов стандартными, потому что считают современным стандартом новую упрощённую систему, принятую подавляющим большинством говорящих по-китайски. Они также замечают, что традиционная иероглифика не может считаться исходной, так как на протяжении веков подверглась значительным изменениям (многие иероглифы со времен династии Хань стали более детализированными).
Некоторые представители старшего поколения называют традиционные иероглифы «правильными» (кит. 正字, пиньинь zhèngzì), а упрощённые — иероглифами «с модернизированным начертанием» (кит. трад. 簡筆字, упр. 简笔字, пиньинь jiǎnbǐzì) или «с сокращённым начертанием» (кит. трад. 減筆字, упр. 减笔字, пиньинь jiǎnbǐzì) («упрощённый» и «сокращённый» в путунхуа являются омонимами и произносятся как jiǎn).

## Печатный текст
Кроме Тайваня и других государств, где официально принято традиционное начертание, традиционные иероглифы используются в публикациях, издаваемых в КНР и Сингапуре и специально предназначенных для читателей, проживающих за пределами материкового Китая.
В рукописном тексте многие люди используют неформальные, часто индивидуальные, упрощения. В большинстве случаев при наличии выбора используется альтернативный иероглиф (кит. трад. 異體字, упр. 异体字, пиньинь Yìtǐzì), состоящий из меньшего числа черт (например, 体 вместо 體). Некоторые из этих упрощений весьма распространены: например, 台 tái в слове 台灣 Táiwan вместо стандартного 臺.
В старом Китае существовало две основных области применения альтернативных иероглифов:
- Во избежание употребления иероглифов имени важной особы в неформальном контексте, чтобы показать уважение к упоминаемому человеку путём сохранения знаков его имени. Это действие называлось «избежанием оскорбления» (кит. трад. 避諱, упр. 避讳, пиньинь Bìhuì)
- При повторении одинаковых знаков — чтобы показать, что повторение было намеренным, а не произошло из-за ошибки редактора.

## Использование в других языках
Традиционная иероглифика используется для корейского языка в Южной Корее (ханча), а также, в умеренно упрощённом виде, в японском (кандзи). Японская реформа написания коснулась меньшего количества иероглифов по сравнению с китайской. Многие упрощения совпадают, но некоторые иероглифы были упрощены другим способом, создавая, таким образом, третий вариант (например, кит. трад. 龍, упр. 龙, яп. 竜).

## Компьютеризация
Ранее традиционная китайская иероглифика чаще всего кодировалась при помощи стандарта Big5 (en:Big5), более приспособленного к традиционному начертанию.
Все большей популярностью пользуется Юникод, одинаково хорошо отображающий как упрощенную, так и традиционную иероглифику и не отдающий предпочтения одной из систем. Существуют различные редакторы метода ввода, позволяющие вводить китайские иероглифы, однако некоторые символы Юникода не могут быть введены при помощи большинства IME (например, 𠲎 (U+20C8E), иероглиф, использующийся в шанхайском диалекте вместо 嗎 (伐 с ключом 口).
Консорциум Всемирной паутины рекомендует использовать для установки традиционной иероглифики на веб-странице значение атрибута lang zh-Hant:
```
<html
 
lang=
"zh-Hant"
 
xml:lang=
"zh-Hant"
 
xmlns=
"http://www.w3.org/1999/xhtml"
>

```